# Sklerotherapie
Die Sklerotherapie (altgriechisch σκληρός sklēros, deutsch ‚hart‘ und altgriechisch θεραπεία therapeia, deutsch ‚Heilung‘), auch Verödung genannt, stellt ein minimal-invasives und ambulant durchgeführtes Therapieverfahren zur Behandlung von Krampfadern der Beinvenen sowie des Hämorrhoidalleidens und Krampfadern der Speiseröhre dar. Bei der planvollen Ausschaltung von Besenreisern und Krampfadern durch die Sklerotherapie werden die erkrankten Venen durch Einspritzen eines Sklerosierungsmittels verschlossen und längerfristig vom Körper in einen bindegewebigen Strang umgebaut, der idealerweise vom Körper abgebaut wird.
Beim Hämorrhoidalleiden führt die Sklerotherapie zu einer gewollten Entzündungsreaktion des Gewebes, durch die die vergrößerten Hämorrhoiden wieder fixiert bzw. stabilisiert werden.
Eine Sklerose an sich kann auch durch (patho)physiologische Prozesse bedingt von alleine im Organismus stattfinden, wie z. B. bei der Niere (Glomerulosklerose).

## Anwendungsgebiete
Nach der Bonner Venenstudie leiden über 90 % der deutschen Bevölkerung an Krampfadern oder Besenreisern. Allein 60 % der Bevölkerung sind von Besenreisern und retikulären Krampfadern betroffen. Daher kann man bei dieser Erkrankung von einem Volksleiden sprechen. Mit der Sklerotherapie können alle Formen von Krampfadern erfolgreich behandelt und so möglichen Komplikationen entgegengewirkt werden. Weitere Ziele der Behandlung sind die Beseitigung von Symptomen sowie die Verbesserung des ästhetischen Erscheinungsbilds und der Lebensqualität. Anwendungsgebiete sind neben Besenreisern und retikulären Krampfadern auch Krampfadern der Perforansvenen, Seitenäste und Stammvenen. Treten nach operativen Behandlungen wieder Krampfadern auf (so genannte Rezidive), können diese ebenfalls mit der Sklerotherapie therapiert werden. Weitere Indikationen sind das Hämorrhoidalleiden und akut blutende Krampfadern der Speiseröhren (Ösophagusvarizen).
Andere Anwendungsgebiete wie Varikozelen, Lymphzysten oder Baker-Zysten sind nicht offiziell zugelassen. Zysten wie z. B. in der Schilddrüse lassen sich ebenfalls mit der Sklerotherapie behandeln.
Durch die Sklerotherapie werden unerwünschte oder krankhaft veränderte Venen in Bindegewebe bzw. einen Bindegewebsstrang umgewandelt. Man bezeichnet diesen Vorgang auch als Sklerose und die Behandlung mit der Sklerotherapie wird daher oft auch als Sklerosierung bezeichnet. Die behandelte Vene ist dann fest verschlossen und der entstandene Bindegewebsstrang entspricht in seinem funktionellen Ergebnis der Entfernung einer Krampfader mit operativen oder endovenösen thermischen Methoden. In der Regel baut der Körper den Bindegewebsstrang im weiteren Verlauf selbständig ab. Die behandelte Vene wird nicht zum Rücktransport des Blutes zum Herzen benötigt, denn das Blut sucht sich einen neuen Weg über andere Venen.
Um die Effektivität der Sklerosierungsmittel durch längeres Verbleiben am Zielort (der Venenwand des zu verschließenden Gefäßes) zu erhöhen, wurde in der Vergangenheit Luft vorgespritzt, um so eine kurzfristige Blutfreiheit der Vene zu erreichen. Dies wird heutzutage mit einem aufgeschäumten Sklerosierungsmittel erreicht.

### Kontraindikationen (Gegenanzeigen)
Die Sklerotherapie darf nicht angewendet werden bei bekannter Allergie gegen das Sklerosierungsmittel, bei Patienten mit Verschluss einer tiefen Vene durch ein Blutgerinnsel (akute Thrombose) sowie Patienten mit lokalen Infektionen im Behandlungsbereich und schweren akuten Allgemeininfektionen. Sklerosierungsschaum sollte zusätzlich nicht angewendet werden bei Krankheitserscheinungen durch ein bekanntes Loch in der Vorhofscheidewand des Herzens (bekanntes und symptomatisches offenes Foramen ovale). Besondere Vorsicht ist erforderlich bei Patienten mit einem hohen Risiko für Thrombosen, z. B. bei Patienten mit angeborener Neigung zu Blutgerinnseln oder Patienten, die schon einmal eine Thrombose hatten. Bettlägerigkeit oder nicht laufen können, schwere arterielle Durchblutungsstörungen (Grad III und IV nach Fontaine), ein schlechter Allgemeinzustand und Migräne nach vorangegangener Schaumsklerosierung stellen relative Gegenanzeigen dar.
Während einer Schwangerschaft sollte nur bei zwingender Indikation sklerosiert werden und bei einer Sklerotherapie während der Stillzeit sollte das Stillen für 2 bis 3 Tage unterbrochen werden.

### Kleine Krampfadern: Besenreiser und retikuläre Varizen
Krampfadern sind krankhaft erweiterte, oberflächliche Venen, die häufig geschlängelt und knotenförmig an den Beinen hervortreten und in der Fachsprache als Varizen bezeichnet werden. Besenreiser sind die kleinsten Krampfadern mit einem Durchmesser von bis zu 1 mm und liegen in der oberen Hautschicht (Dermis). Daher sind sie auch gut sichtbar. Oft sind sie stark verzweigt und können blau bis rötlich sein. Diese kleinsten Krampfadern stehen oft in Verbindung mit den so genannten retikulären Varizen, die zwar immer noch gut sichtbar, aber bereits etwas tiefer als die Besenreiser in der Haut liegen. Retikuläre Varizen haben einen Durchmesser von 1-3 mm und stellen oft Nährvenen von Besenreisern dar. Diese Nährvenen versorgen die Besenreiser mit Blut und sollten daher zur Beseitigung der Besenreiser mitbehandelt werden. Als Ursache für das Auftreten von Besenreisern und retikulären Varizen gilt wie bei großen Venen ein pathologischer Rückfluss von Blut aufgrund defekter Venenklappen.
Besenreiser und retikuläre Varizen werden überwiegend als ästhetische Behandlungsindikation angesehen, obwohl einige Patienten über Schmerzen, Krämpfe, Brennen, Juckreiz oder schwere und/oder müde Beine klagen.
Auch können Besenreiser und retikuläre Varizen ein erstes Zeichen für das Vorhandensein von größeren Krampfadern bzw. tiefer liegenden Problemen sein. Daher ist eine Untersuchung der Venen mit Hilfe eines Ultraschalls auch bei kleineren Krampfadern ratsam.
Die Sklerotherapie von Besenreisern und retikulären Varizen wird auch Mikro-Sklerotherapie oder Feinverödung genannt und so von der Sklerotherapie von größeren Krampfadern abgegrenzt. Der Begriff „Mikro“ bezieht sich auf die Behandlung sehr kleiner Venen mit besonders feinen Nadeln. Je nach Ausprägung der Besenreiser sind eine oder mehrere Sitzungen erforderlich. Die Sklerotherapie wird ambulant durchgeführt, ist schmerzarm und kommt ohne Hautschnitte aus. Eine Narkose oder lokale Betäubung ist nicht nötig.

### Größere Krampfadern
Im Gegensatz zu Besenreisern besteht bei größeren Krampfadern aus medizinischer Sicht Behandlungsbedarf, da diese unbehandelt schwere Folgeerkrankungen bis hin zu Thrombosen oder offenen Beinen (Ulcus cruris) verursachen können.
Beschwerden bei Krampfadern können neben dem gestörten ästhetischen Empfinden auch schwere und müde Beine, Spannungsgefühle, Kribbeln, Schmerzen in der Ruhe, Krämpfe, Juckreiz, aber auch Wassereinlagerungen (Ödeme) in der Knöchelgegend und Hautentzündungen sein.
Größere Krampfadern gehen überwiegend von funktionsuntüchtigen Perforansvenen, Seitenästen oder Stammvenen aus. Die Krampfadern entstehen durch den lokalen Rückfluss und das Versacken von Blut in den Beinvenen entsprechend der Schwerkraft. Ursachen für den Blutrückfluss stellen nicht mehr gut schließende Venenklappen und der vergrößerte Durchmesser der durch den Blutstau erweiterten Venen dar.
Bei größeren Krampfadern kann die Sklerotherapie alternativ oder ergänzend zu einer Krampfader-Operation oder zu den thermischen Verfahren herangezogen werden. Die Sklerotherapie kommt ohne Hautschnitte, Narkose oder Betäubung aus. Im Gegensatz zu den thermischen Verfahren ist somit auch keine Tumeszenzanästhesie notwendig. Nach der Behandlung ist man sofort wieder arbeitsfähig und normal belastbar.
Bisher kann keine Therapiemethode die Krampfadererkrankung für immer heilen. Daher können sich trotz erfolgreicher Therapie wieder erneut Krampfadern bilden und weitere Behandlungen notwendig machen. Der Vorteil der Sklerotherapie ist, dass sie problemlos beliebig oft wiederholbar ist. Häufig wird bei größeren Krampfadern das Skleroserierungsmittel als Schaum angewendet, der immer direkt vor der Therapie aus flüssigem Sklerosierungsmittel und einem Spritzensystem hergestellt wird (siehe Schaum-Sklerotherapie).

### Hämorrhoidalleiden
Jeder Mensch hat Hämorrhoiden. Hämorrhoiden stellen ein Schwellkörpersystem im Enddarm dar, das vor allem für die Feinabdichtung des Enddarms zuständig ist. Sie befinden sich wie ein Polster ringförmig um den Anus gelegen. Sind die Schwellkörper vergrößert und verursachen Beschwerden, spricht man vom Hämorrhoidalleiden. Schätzungen zufolge sollen etwa 70 % der Erwachsenen einmal im Leben vom Hämorrhoidalleiden betroffen sein. Das häufigste Symptom ist eine hellrote Blutung aus dem After, die bei oder direkt nach der Stuhlentleerung auftritt. Werden die Hämorrhoiden während des Pressens aus dem Enddarm geschoben oder verbleiben sogar außerhalb des Enddarms, kann dieser so genannte Prolaps die Feinabdichtung beeinflussen. Dies kann zum Nässen und Stuhlschmieren führen, was wiederum zu Hautirritationen wie Juckreiz und Brennen führen kann. Aufgrund der Größe der Hämorrhoidalpolster und der Ausprägung des Prolaps werden vier Stadien unterschieden. Hämorrhoidalleiden in den Stadien I bis II (oder auch als Grad 1 bis 2 bezeichnet) können ambulant durch die Sklerotherapie behandelt werden, bei der mit Hilfe eines Proktoskops (Afterspiegel) das Sklerosierungsmittel in die krankhaft vergrößerten Hämorrhoiden injiziert wird. Ist die Erkrankung fortgeschritten, kann ein chirurgischer Eingriff notwendig werden.

## Sklerosierungsmittel
Der heutzutage am häufigsten eingesetzte Wirkstoff zur Sklerosierungsbehandlung ist Polidocanol. Bereits 1966 wurde das Sklerosierungsmittel unter dem Namen Aethoxysklerol zugelassen und ist in Deutschland das einzige zugelassene Arzneimittel zur Sklerotherapie von Krampfadern und dem Hämorrhoidalleiden. Damit sowohl große als auch kleinste Krampfadern optimal behandelt werden können, wird das Arzneimittel in Deutschland in fünf verschiedenen Konzentrationen angeboten (0,25 %, 0,5 %, 1 %, 2 % und 3 %). Für die Behandlung des Hämorrhoidalleidens ist 3 %iges Aethoxysklerol zugelassen.
Polidocanol hat viele unterschiedliche Bezeichnungen. Im Europäischen Arzneibuch ist Polidocanol unter dem Namen Lauromacrogol 400 (International Nonproprietary Name) zu finden. Weitere gebräuchliche Namen sind Macrogol-9-laurylether und Polyethylenglykol-dodecylether. Obwohl Polidocanol eine Alkoholgruppe in der chemischen Strukturformel enthält, hat es nichts mit Alkohol (Ethanol) im allgemeinen Sprachgebrauch zu tun.
Als modernes Sklerosierungsmittel gehört der Wirkstoff Polidocanol zur Klasse der Detergenzien. Unter Detergenzien versteht man grenzflächenaktive Stoffe, die aufgrund ihrer chemischen Struktur die Oberflächenspannung des Wassers verringern. Bei der Sklerotherapie von Krampfadern interagieren die Polidocanol-Moleküle primär mit der Zellmembran von so genannten Endothelzellen, die die Innenwand der Venen auskleiden. Aufgrund der Detergenswirkung entstehen „Löcher“ in den Zellmembranen, wodurch die Krampfaderinnenwand geschädigt, die Krampfader verschlossen und längerfristig durch körpereigene Umbauprozesse in einen Bindegewebsstrang umgebaut und idealerweise abgebaut wird.
Ein großer Vorteil von Detergenzien ist, dass mit diesen Sklerosierungsmitteln ein stabiler Mikroschaum hergestellt werden kann. Dieser Schaum wird durch das Blut in den Krampfadern langsamer verdrängt und wirkt durch den verlängerten Kontakt mit der Venenwand stärker als das flüssige Sklerosierungsmittel. Die Anwendung von Schaum macht daher die Sklerosierung bei größeren Varizen effektiver.
Obwohl es auf den ersten Blick nicht die typische Struktur eines Lokalanästhetikums besitzt, wirkt Polidocanol auch lokalanästhetisch und wird daher häufig in Hautpräparaten eingesetzt.
Polidocanol ist außerhalb der deutschsprachigen Länder Deutschland, Österreich und Schweiz in vielen europäischen Ländern zugelassen und auch außerhalb Europas z. B. in den USA, Australien, Japan und China. Neben Polidocanol gibt es noch ein weiteres, in mehreren Ländern zugelassenes Sklerosierungsmittel, das so genannte Natriumtetradecylsulfat (STS, Fibrovein, Sotradecol, Trombovar).

## Durchführung
Beinvarizen
Die Behandlung von Krampfadern sollte von einem auf Venen- und/oder Gefäßkrankheiten spezialisierten Arzt bzw. Phlebologen durchgeführt werden und wird häufig von Fachärzten der Dermatologie, Allgemeinchirurgie, Gefäßchirurgie, Angiologie oder Inneren Medizin durchgeführt. Im Zuge einer 1,5-jährigen Weiterbildung nach der Facharztausbildung kann die Zusatzbezeichnung zum Arzt für Venenerkrankungen („Phlebologe“) erworben werden. Hier wird in Ergänzung zur Facharztkompetenz gezielt auf die Vorbeugung, Erkennung und Behandlung von Erkrankungen des Beinvenensystems ausgebildet.
Nach wie vor betrachten viele Menschen Krampfadern zunächst als kosmetisches Problem und nicht als Erkrankung. Um ein Fortschreiten sowie Komplikationen zu vermeiden, sollte jedoch frühzeitig behandelt werden. Insbesondere wenn Schwellungen und Schmerzen in den Beinen auftreten oder die Krampfadern sich verändern, ist ein Arztbesuch notwendig.
Beim Arzt wird zur Erstellung der Diagnose die Vorgeschichte der Erkrankung (Anamnese) erfragt, gefolgt von einer körperlichen Untersuchung. Nach den aktuellen Leitlinien der Deutschen Gesellschaft für Phlebologie sollte auch eine Ultraschalluntersuchung der Beinvenen erfolgen. Bei Besenreisern und retikulären Varizen kann eine Untersuchung mit einem Doppler-Ultraschall anstelle der Duplex-Ultraschalluntersuchung ausreichend sein.
Nach Erstellung der Diagnose wird der behandelnde Arzt in der Regel einen Therapieplan festlegen, der die nachfolgenden Schritte und den Zeitraum, in dem die Sklerotherapie durchgeführt wird, beinhaltet. Eine einzelne Behandlungssitzung dauert in der Regel nicht länger als 15 bis 20 Minuten.

### Doppler- und Duplex-Ultraschalluntersuchung von Beinvenen
Die Doppler-Sonographie und die Bildgebung mittels Duplex-Sonographie sind beides Ultraschalluntersuchungen, die wichtige Pfeiler in der Diagnose von Venenerkrankungen darstellen. Mit Hilfe des Ultraschalls können das Ausmaß und der Verlauf der Erkrankung abgeklärt werden. Auf Grundlage dieser Untersuchungen wird zudem der Behandlungsplan individuell erstellt.
Von außen nicht sichtbare Venen und Krampfadern können mit dem Ultraschall nicht-invasiv untersucht werden. Bei einer Doppler-Sonographie wird der Blutfluss innerhalb des Blutgefäßes gemessen (Blutströmungsmessung) und der Arzt kann so Veränderungen beurteilen. Der Duplex-Ultraschall ist eine Kombination aus der üblichen Ultraschalldarstellung des Gewebes und dem Doppler-Ultraschall. Mit dem Duplex-Ultraschall können Verlauf, Durchmesser und Beschaffenheit der Gefäßwand von oberflächlichen und tiefen Venen sowie Arterien auf dem Bildschirm dargestellt werden. Zusätzlich ist es möglich, die Strömungsrichtung und Strömungsgeschwindigkeit des Bluts innerhalb der Gefäße darzustellen. Auf diese Weise können wichtige Aussagen über Thrombosen, Störungen der Venenklappen sowie einen etwaigen Blutrückfluss erhalten werden.
Bei der Injektion in nicht sichtbare Krampfadern ist die Duplex-Ultraschalluntersuchung zusätzlich auch ein wichtiges Hilfsmittel, um Fehlpunktionen zu vermeiden. Mit Hilfe der Bildgebung können benachbarte Arterien abgegrenzt und der bestmögliche Punktionsort für die Sklerosierung der erkrankten Venen bestimmt werden. Während der Injektion kann mit dem Ultraschall zudem die Ausbreitung des Sklerosierungsschaums verfolgt werden und so die optimale Menge an Schaum injiziert werden. Die Ultraschalluntersuchung trägt somit zur Sicherheit und zum Erfolg der Therapie maßgeblich bei. Auch nach der Sklerotherapie wird oft eine Ultraschalluntersuchung durchgeführt, um den Erfolg der Behandlung zu dokumentieren.

### Mikro-Sklerotherapie von Besenreisern und retikulären Varizen
Je nach Durchmesser der Venen wird die optimale Konzentration des Sklerosierungsmittels vom Arzt ausgewählt. Für die kleinen Krampfadern werden in der Regel die Polidocanol-Konzentrationen 0,25 %, 0,5 % oder 1 % angewendet. Die Wirkung von flüssigem Polidocanol kann durch Aufschäumen mit Luft verstärkt werden, die Schaum-Sklerotherapie ist jedoch für Besenreiser und retikuläre Varizen nicht offiziell zugelassen.
Sowohl die Behandlung mit flüssigem Sklerosierungsmittel als auch mit Schaum stellen sichere und wirksame Verfahren zur Behandlung von Besenreisern sowie retikulären und subkutanen Varizen dar.
Die Injektion mit feinen Kanülen erfolgt am liegenden Patienten. Man beginnt bei den größeren retikulären Varizen und Nährvenen von Besenreisern, wodurch die untergeordnete Besenreiser meist direkt bei der Injektion verblassen. Das Entfärben der behandelten Vene („Blanching“) auf Grund der Verdrängung des Blutes durch das Sklerosierungsmittel bestätigt auch die korrekte Lage der Kanüle in der Vene. Eine nicht behandelte Nährvene kann der Grund für ein erneutes Auftreten von Besenreisern in dem behandelten Gebiet sein. Venensuchgeräte machen Nährvenen besonders gut sichtbar und können so die Effektivität der Sklerotherapie verstärken.
Da Polidocanol zusätzlich auch betäubende Eigenschaften besitzt, ist die Sklerotherapie schmerzarm. Man spürt eventuell kurzzeitig ein leichtes Brennen. Direkt nach der Behandlung kann eine vorübergehende leichte Rötung im Injektionsbereich auftreten, die ein Anzeichen dafür ist, dass das Sklerosierungsmittel mit der Venenwand erfolgreich reagiert und die gewünschte Sklerosierungsreaktion begonnen hat. Nach der Behandlung wird meistens eine so genannte lokale exzentrische Kompression (z. B. Wattepolster) auf der sklerosierten Vene gemeinsam mit einem Kompressionsstrumpf für die nächsten 24 Stunden permanent getragen. Anschließend kann die exzentrische Kompression entfernt werden. Häufig wird empfohlen, den Kompressionsstrumpf tagsüber für die nächsten 1-2 Wochen zu tragen, manchmal aber auch nur für wenige Tage, je nach Ausmaß der Besenreiser. Durch die Kompression kann das Ergebnis der Sklerotherapie optimiert werden.
Je nach Ausmaß der Erkrankung und Behandlungswunsch sind mehrere Sitzungen für den optimalen Therapieerfolg notwendig.
Die Mikro-Sklerotherapie wird ambulant durchgeführt und kann kleine Krampfadern ohne Betäubung und Hautschnitte beseitigen. Nach der Behandlung kann man seinen normalen täglichen Aktivitäten sofort wieder nachgehen. Obwohl es keine wissenschaftliche Evidenz zu dem Thema gibt, empfehlen viele Venenfachärzte, dass nach der Behandlung für 1-2 Wochen auf Sauna, Solarium und ausgiebige Sonnenbäder verzichtet werden sollte.

### Schaum-Sklerotherapie von größeren Krampfadern
Die Wirkung von flüssigem Polidocanol kann durch Aufschäumen mit Luft in speziellen Spritzensystemen verstärkt werden. Die stärkere Wirkung des Sklerosierungsschaums ist überwiegend darauf zurückzuführen, dass der Schaum nach der Injektion in die Krampfader durch das Blut weniger stark verdünnt wird. Daraus resultiert, dass die Verweilzeit des Sklerosierungsmittels an der Venenwand länger ist, wodurch das Sklerosierungsmittel besser wirken kann und die Sklerotherapie von größeren Krampfadern effektiver wird.
Zur Herstellung des Sklerosierungsschaums wird in einer Spritze das Sklerosierungsmittel und in der anderen Luft aufgezogen. Das Verhältnis beträgt in der Regel 1 Teil Sklerosierungmittel plus 4-5 Teile Luft. Bei den Spritzensystemen werden die zwei Spritzen mit Hilfe eines Drei-Wege-Hahns oder eines speziellen Konnektors verbunden. Das flüssige Sklerosierungsmittel wird durch Hin- und Herpumpen zwischen den zwei Spritzen aufgeschäumt, bis ein feinblasiger und visköser Mikroschaum entsteht, der direkt in die Venen injiziert werden sollte. Pro Behandlungstag sollten nicht mehr als 10 ml Schaum verabreicht werden.
Vor der Injektion werden in der Regel mit Hilfe einer Ultraschalluntersuchung die sichersten und am besten zu injizierende Stellen identifiziert. Hierbei steht der Patient und der Verlauf der Vene wird mit einem Stift auf der Haut markiert. Für die Injektion des Sklerosierungsschaums wird der Patient in Bauch-, Rücken- oder Seitenlage hingelegt. Der Sklerosierungsschaum wird dann unter Ultraschallkontrolle verabreicht, so dass mit dem Ultraschall die Verteilung des Schaums in der Vene genau beobachtet und gesteuert werden kann. Es ist ein großer Vorteil des Schaums, dass er im Ultraschallbild gut sichtbar ist.
Die Schaum-Sklerotherapie kann mit einer „einfachen“ Nadel (Kanüle) erfolgen, aber auch unter Zuhilfenahme einer Venenverweilkanüle – auch Butterfly genannt. Eine Venenverweilkanüle ist eine Nadel mit einem kleinen Katheter und verbleibt während der Zeit der Behandlung zur intravenösen Gabe des Sklerosierungsmittels in der Vene. Je nach Länge der Vene, werden eine bis mehrere Injektionen vorgenommen. Es sollte darauf geachtet werden, dass der Patient direkt nach der Behandlung noch ein paar Minuten ruhig liegen bleibt und keine Vasalva-Manöver (Aktivierung der Bauchpresse) durchführt. Im Anschluss an die Sklerosierungsbehandlung wird das Tragen eines Kompressionsstrumpfes für ca. 2 bis 4 Wochen empfohlen. Die Behandlung erfolgt in der Regel ambulant und ohne jegliche Betäubung. Auch nach der Schaum-Sklerotherapie können die Patienten unmittelbar in ihren normalen Alltag zurückkehren. Ebenso wie nach der Mikro-Sklerotherapie sollte nach der Behandlung für 1-2 Wochen auf Sauna, Solarium und ausgiebige Sonnenbäder verzichtet werden.
Als wichtiges Entscheidungskriterium für das therapeutische Vorgehen bei den Stammvenen gilt der Durchmesser der betroffenen Venen. Eine Beobachtungsstudie der französischen Gesellschaft für Phlebologie hat ergeben, dass der Durchmesser der großen Stammvene (Vena saphena magna) bei fast zwei Drittel der Patienten, die wegen Venenbeschwerden phlebologische Praxen aufsuchen, weniger als 6 mm beträgt und somit eine gute Indikation für die Schaum-Sklerotherapie besteht. Stammvenendurchmesser von mehr als 8 mm wurden lediglich bei 8 % aller Patienten gefunden.

### Hämorrhoidalleiden
Hämorrhoidalleiden werden in der Regel von (Kolo-)Proktologen behandelt. In der mindestens einjährigen Zusatz-Weiterbildung wird der Arzt ausgebildet, um Erkrankungen im Bereich des Enddarms zu behandeln.
Diagnostisch wird die Vorgeschichte der Erkrankung (Anamnese) erfragt. Hierauf folgt eine Inspektion, eine digitale (mit dem Finger) Austastung des Enddarms, eine Proktoskopie (Spiegelung des Afters) und/oder Rektoskopie (Spiegelung des Enddarms). Die Untersuchungen sind in der Regel schmerzlos und können ohne besondere Vorbereitung durchgeführt werden. Diese Diagnostik ist wichtig, um andere Erkrankungen auszuschließen, da die Symptome des Hämorrhoidalleidens auch bei anderen Erkrankungen des Darms vorkommen können. Ja nach Alter und Befund kann auch eine Koloskopie notwendig sein.
Die Injektion der 3 %igen Polidocanollösung beim Hämorrhoidalleiden in den Stadien I bis II erfolgt mit Hilfe eines Proktoskops (Afterspiegel). Da die Injektion oberhalb der Linea dentata erfolgen soll und sich hier keine sensiblen (Schmerz-)Nerven befinden, ist die Therapie in der Regel schmerzfrei. Im Gegensatz zu Beinvarizen wird das Sklerosierungsmittel hier submukös in das hämorrhoidale Gewebe und nicht in ein Gefäß injiziert. Die Sklerosierung führt zu einer gewollten, begrenzten Entzündungsreaktion. Längerfristig werden die vergrößerten Hämorrhoiden wieder fixiert sowie stabilisiert und ein Vorfall verhindert.
Das Sklerosierungsmittel wird in der Regel als Flüssigkeit gespritzt, kann aber auch in aufgeschäumter Form injiziert werden.
Die Sklerotherapie wird ambulant durchgeführt und dauert nur wenige Minuten. Direkt nach der Behandlung kann man seinen normalen Aktivitäten problemlos wieder nachgehen.
Je nach Schweregrad der hämorrhoidalen Erkrankung können nach 2-4 Behandlungen in Intervallen von einigen Wochen hohe Erfolgsraten erwartet werden. So waren die Erfolgsraten z. B. 70 % nach einer Behandlungssitzung und 92 % nach der zweiten Sklerotherapie. Die Methode ist beliebig oft wiederholbar, daher kann bei auftretenden Rezidiven (Wiederauftreten von Beschwerden) problemlos erneut sklerosiert werden.

## Medizinische Leitlinien Sklerotherapie
Beinvarizen
Seit der ersten Publikation einer deutschen Leitlinie zur Sklerotherapie im Jahre 2001, die im Auftrag der Deutschen Gesellschaft für Phlebologie (DGP) ausgearbeitet wurde, wird diese regelmäßig überarbeitet und publiziert. Im Mai 2019 wurde erstmals eine S2K Level Leitlinie zur „Sklerosierungsbehandlung der Varikose“ unter der Federführung der DGP und Mitwirkung weiterer Fachgesellschaften und dem phlebologischen Berufsverband bei der Arbeitsgemeinschaft der Wissenschaftlichen Medizinischen Fachgesellschaften (AWMV) veröffentlicht.
Die Leitlinie orientiert sich zusätzlich inhaltlich an den Ergebnissen der europäischen Leitlinie für Sklerotherapie.
Die Sklerotherapie hat laut Leitlinie zum Ziel, das ästhetische Erscheinungsbild der Beine und die venöse Funktion zu verbessern, sowie mit der Krampfadererkrankung einhergehende Symptome zu beseitigen und Komplikationen zu verhindern.
Die Sklerotherapie mit flüssigem Polidocanol wird nach wie vor als die Methode der Wahl zur Behandlung von Besenreisern und retikulären Varizen bewertet, die eine Verbesserung um mehr als 90 % am Ende der Behandlung ermöglicht und nebenwirkungsarm ist. Bei der Sklerotherapie von Besenreisern und retikulären Varizen werden Konzentrationen von 0,25 % bis 1 % Polidocanol empfohlen. Die Schaumsklerosierung wird als eine zusätzliche Behandlungsmethode bei kleinen Varizen beschrieben.
Bei größeren Krampfadern wie Seitenast- und Stammvarizen ist die Schaumsklerosierung signifikant effektiver als die Sklerosierung mit flüssigem Sklerosierungsmittel und ebenfalls eine erfolgreiche und kosteneffiziente Behandlungsoption. Sie ist im Vergleich zu anderen Therapieoptionen nebenwirkungsarm, beliebig wiederholbar und kann mit anderen Behandlungsoptionen, mit denen z. B. nur Stammvenen therapiert werden können, gut kombiniert werden. Bei den größeren Krampfadern werden meistens die Konzentrationen 1 bis maximal 3 % Polidocanol eingesetzt. In Routinefällen sollten maximal 10 ml Schaum pro Behandlungstermin unter Ultraschallkontrolle injiziert werden, aufgeteilt auf mehrere Injektionen.
Neu in die Leitlinie aufgenommen wurde die endovenöse mechano-chemische Ablation (MOCA) der Stammvarizen. Das Verfahren kombiniert die mechanische Wirkung eines speziellen Katheters auf die Veneninnenwand mit der Wirkung eines flüssigen Sklerosierungsmittels (in Deutschland Polidocanol). Zu Beginn der MOCA führt der behandelnde Arzt einen Katheter über einen minimalinvasiven Schnitt in die Krampfader ein. Aus diesem kann ein rotierender Draht ausgefahren werden, welcher durch die mechanische Reizung die Venenwand zusätzlich zum injizierten Sklerosierungsmittel schädigt. Diese Kombination führt laut Leitlinie auch mit dem flüssigen Sklerosierungsmittel bei Stammvenen zu höheren initialen Verschlussraten.
Im Rahmen der Nachbehandlung der Sklerotherapie wird zur Kompression geraten, da Studien bei Besenreisern gezeigt haben, dass diese das Ergebnis weiter verbessern kann. Längerfristige Immobilität sollte nach der Sklerosierungsbehandlung vermieden werden. Ein eventuell in der behandelten Vene verbliebenes Koagulum (Blutpfropf) sollte nach Möglichkeit bei der Nachuntersuchung punktiert und entfernt werden.
Die Erfolgskontrolle der Behandlung kann bei Besenreisern und retikulären Varizen durch die Beurteilung des klinischen Ergebnisses erfolgen, bei größeren Krampfadern sollte eine Ultraschalluntersuchung durchgeführt werden.
Hämorrhoidalleiden
Die Leitlinie von 2019 löste die S1-Leitlinie von 2009 ab und wurde auf ein S3-Niveau gehoben, d. h. eine repräsentative Leitliniengruppe hat systematische Recherchen zu klinisch relevanten Fragestellungen durchgeführt und die wissenschaftlichen Belege (Evidenz) bewertet. Neben der federführenden Deutschen Gesellschaft für Koloproktologie (DGK) waren auch weitere Fachgruppen an der Erstellung der Leitlinie beteiligt.
Die Diagnostik des Hämorrhoidalleidens soll die proktologische Basisuntersuchung mit Anamnese, Inspektion, Palpation und Proktoskopie (Afterspiegelung) umfassen. Zur Besserung der Symptomatik und auch begleitend zu der Therapie sollten Patienten mit Hämorrhoidalleiden auf den Nutzen einer ballaststoffreichen Ernährung bzw. einer entsprechenden Stuhlregulation hingewiesen werden. Wichtig wurde von den Experten auch das Vermeiden von Pressen beim Stuhlgang und von längeren Sitzungen auf der Toilette angesehen.
In der Leitlinie wird mit einem starken Konsens Polidocanol als das Sklerosierungsmittel der Wahl aufgrund seiner guten Effektivität und seines geringen Nebenwirkungspotentials genannt. Die Sklerotherapie mit 3 %igem Polidocanol Sklerosierungen ist in Deutschland für die Behandlung des Hämorrhoidalleidens in den Stadien I und II zugelassen. Die Sklerotherapie ist in Deutschland beim erstgradigen Hämorrhoidalleiden die Therapie der Wahl und am häufigsten eingesetzte Behandlungsmethode. Sie kann auch unter einer Therapie mit Thrombozytenaggregationshemmern wie z. B. Clopidogrel und unter einer Antikoagulantien-Therapie durchgeführt werden.
Bei höhergradigen Hämorrhoidalleiden werden in der Regel die Gummibandligatur oder operative Methoden vorgezogen. Die Schaum-Sklerotherapie könnte sich in der Zukunft als eine weitere Option auch für höhergradige Stadien erweisen. Die lokale Infiltration mit Lokalanästhetika (wie Polidocanol) kann zur Prävention von Schmerzen nach Gummibandligatur eingesetzt werden.

## Risiken
Beinvarizen
Bei sachgerechter Durchführung ist die Sklerotherapie eine effiziente und komplikationsarme Therapieform. Zu den häufigen Nebenwirkungen (Häufigkeit ≥ 1 % und < 10 %) bei der Sklerotherapie von Krampfadern zählen ein leichtes Brennen während oder kurz nach der Injektion, wenn das Sklerosierungsmittel wie gewünscht mit der Veneninnenwand reagiert. Weiterhin können wie bei anderen Behandlungsmethoden Blutergüsse bzw. Blutpfropfe in der behandelten Vene, kleine Hauteinblutungen und vorübergehende Hautverfärbungen im Verlauf der behandelten Venen vorkommen. Beim so genannten Matting entstehen feinste neue Besenreiser nach Therapie einer größeren Krampfader oder auch von Besenreisern im Behandlungsbereich. Es kann sich bei der Therapie um eine Operation, um thermische Methoden oder die Sklerotherapie gehandelt haben. Somit stellt das Matting eine kosmetische Komplikation einer Krampfadertherapie dar. Vorübergehende Sehstörungen und Migräne treten sehr selten, bei der Schaumsklerosierung gelegentlich (Häufigkeit ≥ 0,1 % bis < 1 %) auf. Nervenverletzungen, kleine lokale Gewebszerstörungen und oberflächliche Venenentzündungen können selten bis sehr selten auftreten (Häufigkeit ≥ 0,01 % bis < 0,1 % bzw. < 0,01 %). Tiefe Beinvenenthrombosen treten bei der Sklerotherapie mit flüssigem Sklerosierungsmittel selten (Häufigkeit ≥ 0,01 % bis < 0,1 %) und bei der Schaumverödung < 1 % auf.
In Einzelfällen wurde von schwerwiegenden Komplikationen wie allergischem Schock berichtet.
Um Risiken zu minimieren, ist eine ausreichende Diagnostik durch einen Venenfacharzt oder Phlebologen sowie eine optimale Injektionstechnik essenziell. Größere Varizen sollten nur unter Ultraschallkontrolle behandelt werden, so kann z. B. das Risiko von Nebenwirkungen durch die Ultraschallkontrolle deutlich minimiert werden.
Hämorrhoidalleiden
Die Sklerotherapie des Hämorrhoidalleidens ist ebenfalls eine nebenwirkungsarme Methode und in der Regel nicht schmerzhaft. Dennoch wird von vorübergehendem Brennen, Schmerzen, Unbehagen oder einem Druckgefühl während und kurz nach der Injektion berichtet. Gelegentlich kann es zu allergischen Reaktionen wie Hautausschlag (Urtikaria) kommen. In den behandelten Hämorrhoiden können sich selten kleine Blutgerinnsel bilden, die vorübergehender Natur und harmlos sind. Blutungen nach der Behandlung sind ebenfalls selten, Verhärtungen im Bereich der Injektion treten gelegentlich auf, ebenso Entzündungen im Bereich des Enddarms. Kleine Gewebszerstörungen im Bereich der Einspritzstelle (selten mit Ausdehnung in das umliegende Gewebe) kommen bei fachgerechter Behandlung selten vor.